# Letzte Tage – Letzte Nächte
«Letzte Tage — Letzte Nächte» — восьмой альбом группы краут-рока Popol Vuh, изначально выпущенный в 1976 году.

## Характеристика
После того, как Флориан Фрике ушёл от синтезаторного звучания и обратился к акустическим инструментам в поиске слияния восточной и западной музыкальной и духовной традиций, ориентация Popol Vuh на рок стала выражена более отчетливо. Это в значительной степени произошло благодаря появлению электрогитары. Letzte Tage — Letzte Nächte стал самым отважным набегом группы на рок-территорию. Если на Das Hohelied Salomos гитара Фихелшера уже часто затмевала фортепиано Фрике, то на этом альбоме её присутствие выражено ещё более ярко. Но это не означает, что группа утеряла равновесие, она лишь ещё раз и по-новому показывает свою способность балансировать и примирять очевидные противоположности. Завершая сильный цикл альбомов, Letzte Tage — Letzte Nächte по-прежнему сохраняет определяющие черты творчества Popol Vuh — способность создавать музыку, которая одновременно нежная и мощная, тщательно проработанная и экспансивная, земная по своему происхождению и космическая по масштабам распространения.
Это последний альбом классического периода Popol Vuh перед началом плотного сотрудничества с кинорежиссёром Вернером Херцогом. Большинство последующих альбомов были саундтреками, и далеко не все из них представляли интерес с точки зрения прогрессивной музыки. На этом альбоме Popol Vuh подошла к энергичному року настолько близко, насколько это для неё возможно. Однако не покидает ощущение, что несмотря на то, что группа постоянно прогрессировала на каждом из своих последних четырёх-пяти альбомов, всё-таки она слегка начинает повторяться. Это фантастический альбом, но вместе с Seligpreisung, Das Hohelied Salomosи Einsjäger & Siebenjäger — последний, который заслуживает изучения у Popol Vuh.
Роскошный, пасторальный, мистический альбом, продолжающий путь, начатый на Einsjäger & Siebenjäger и Seligpreisung. Popol Vuh здесь находятся на самой вершине своей карьеры. Атмосфера абсолютно восхитительная, прекрасно эмоционально выдержанная с очень приятными, духовными моментами. Группа ушла ещё дальше от изначальной этническо-электронно-медитативной направленности своих работ и обратилась к комбинации гитары-фортепиано-женский вокал. После Hosianna Mantra, Seligpreisung и Einsjäger & Siebenjäger — это четвёртый классический альбом группы.
Ещё один важнейший альбом Popol Vuh золотой эпохи 1970-х годов. Хронологически это последний отличный альбом Popol Vuh наряду с Herz aus Glas, Die Nacht der Seele и Nosferatu. Здесь гитара играет главную роль, она более экспрессивна, психоделична и эмоциональна, чем когда-либо ранее.

## Список композиций
Все треки написал Флориан Фрике, кроме трека 1, который написал Даниель Фихелшер, и треков 7,8 и 9, которые написали Флориан Фрике и Даниель Фихелшер.
1. «Der Große Krieger» — 3:10
2. «Oh, wie nah ist der Weg hinab» — 4:34
3. «Oh, wie weit ist der Weg hinauf» — 4:33
4. «In Deine Hände» — 3:01
5. «Kyrie» — 4:34
6. «Haram Dei Raram Dei Haram Dei Ra» — 1:27
7. «Dort ist der Weg» — 4:29
8. «Letzte Tage — Letzte Nächte» — 4:20
Бонус-треки на переиздании 2005 года
9. «Wanderschaft — Wanderings» — 5:56
10. «Gib hin» (сессионная версия) — 2:30
11. «Haram Dei Ra» (альтернативная версия) — 6:32

## Состав музыкантов
Флориан Фрике — фортепиано
Даниель Фихелшер — гитара, перкуссия
Джонг Юн — вокал
Ренате Кнауп — вокал
Приглашённые музыканты
Алоиз Громер — ситар
Тед де Йонг — танпура